# Luis Ávila
Luis Rodolfo Ávila Bravo (3 de febrero de 1962) es un ingeniero comercial y contador chileno, exsuperintendente de Electricidad y Combustibles de su país.

## Biografía y Educación
Cursó la carrera de ingeniería comercial en la Universidad Mariano Egaña, en la capital, y, posteriormente, alcanzó el título de contador auditor por la Universidad de Talca, casa de estudios originaria de la zona centro-sur del país.Más tarde conseguiría un Master of Business Administration en la Universidad Adolfo Ibáñez y un postítulo en gerencia pública por la Universidad de Chile.
En 1999 asumió como gerente general de la Asociación de Distribuidores de Combustibles (Adico), entidad que busca, entre otras cosas, el desarrollo y protección de las actividades que son comunes a los distribuidores minoristas de combustibles del país.
En mayo del 2006 asumió la dirección de la División de Ingeniería de Combustibles de la Superintendencia de Electricidad y Combustibles.
En 2011 el presidente Sebastián Piñera lo designó en su actual cargo, esto luego de finalizar un proceso en el sistema de Alta Dirección Pública que buscaba nombrar al sucesor de Patricia Chotzen, renunciada en agosto de 2010. Ocupaba este cargo cuando sobrevino el apagón del 24 de septiembre de 2011, el cual dejó sin electricidad a más de diez millones de chilenos entre las regiones de Coquimbo y del Maule.
Se mantuvo en el cargo hasta el 10 de abril de 2020, pero fue ratificado de manera excepcional nuevamente en el mismo el 15 de abril, en medio de la crisis por la pandemia de COVID-19. Dejó el cargó definitivamente el 5 de abril de 2022 cuando renunció.
El 1 de abril de 2023 asumió como director regional del Servicio Electoral en la región de O'Higgins.